# Dunfermline
Dunfermline é uma cidade escocesa centro administrativo do distrito de Dunfermline na região de Fife.